# Międzynarodowy Przegląd Ekslibrisu Drzeworytniczego i Linorytniczego im. Pawła Stellera
Międzynarodowy Przegląd Ekslibrisu Drzeworytniczego i Linorytniczego im. Pawła Stellera – konkurs plastyczny organizowany przez Bibliotekę Śląską w Katowicach. Prace biorące udział w konkursie muszą być wykonane w technikach wypukłodruku. Jury przyznaje trzy nagrody regulaminowe, wyróżnienia oraz nagrody specjalne. Po przeglądzie ekslibrisy zostają włączone do zbiorów Biblioteki Śląskiej. Każdej edycji towarzyszy wystawa pokonkursowa (trzecia w 2001, czwarta – 2004, piąta – 2007).